# Бибиково (Амурская область)
Би́биково — село в Благовещенском районе Амурской области, Россия.
Входит в Сергеевский сельсовет.
Основано в 1857 году. Названо по фамилии А.И. Бибикова – участника экспедиции Н.Н. Муравьева-Амурского. Первоначальное название – Нарасун.

## География
Село Бибиково стоит на левом берегу реки Амур, примерно в 80 км выше областного центра города Благовещенск.
Дорога к селу Бибиково идёт на север от Благовещенска (через пос. Плодопитомник, аэропорт города Благовещенск, сёла Игнатьево, Марково, Михайловку и Сергеевку), расстояние до Благовещенска — около 60 км.
Расстояние до административного центра Сергеевского сельсовета села Сергеевка — 10 км (вниз по Амуру).

## Население
| 2002 | 2010 | 2012 | 2013 | 2014 | 2015 | 2016 |
| ---- | ---- | ---- | ---- | ---- | ---- | ---- |
| 237  | ↘185 | ↘174 | ↗179 | ↘173 | ↗175 | ↗178 |
| 2017 | 2018 |      |      |      |      |      |
| ↗184 | ↘175 |      |      |      |      |      |

## Инфраструктура
- Сельскохозяйственные предприятия Благовещенского района.
- Российско-китайская граница.